# 41 Близнецов
41 Близнецов (лат. 41 Geminorum, HD 52005) — одиночная, предположительно переменная звезда в созвездии Близнецов на расстоянии (вычисленном из значения параллакса) приблизительно 4312 световых лет (около 1322 парсеков) от Солнца. Видимая звёздная величина звезды — +5,69m.

## Характеристики
41 Близнецов — оранжевый сверхгигант спектрального класса K5I или K3Ib. Радиус — около 220,92 солнечных. Эффективная температура — около 4077 К.